# Tupamari
Tupamari es una aldea en el distrito de Kamrup, situada en la orilla sur del río Brahmaputra.

## Transporte
El pueblo está cerca de la Carretera Nacional 37 y está conectado con ciudades y pueblos cercanos mediante autobuses regulares y otros medios de transporte.

## Demografía
Según el censo de 2011, la población total de Tupamari era de 10 964 habitantes. El 51,2% de la población eran hombres y el 48,8% eran mujeres. Hay 2046 hogares. La tasa de alfabetización del pueblo es del 51,25%. La mayor parte de la población es musulmana.[cita requerida]